# Jörg Spengler
Jörg Spengler (Remscheid, 27 de janeiro de 1943 – Nuremberg, 26 de novembro de 2013) foi um velejador alemão, medalhista olímpico. Ele competiu nos Jogos Olímpicos de Verão de 1976 na classe Tornado e conquistou a medalha de bronze, ao lado de Jörg Schmall, como representante da Alemanha Ocidental. Em 1975, os dois conquistaram o título mundial do Tornado à frente dos britânicos Reginald White e John Osborn.
Juntamente com a equipe olímpica alemã, ele recebeu a Silver Laurel Leaf do presidente federal Walter Scheel.